# Otto Pötter

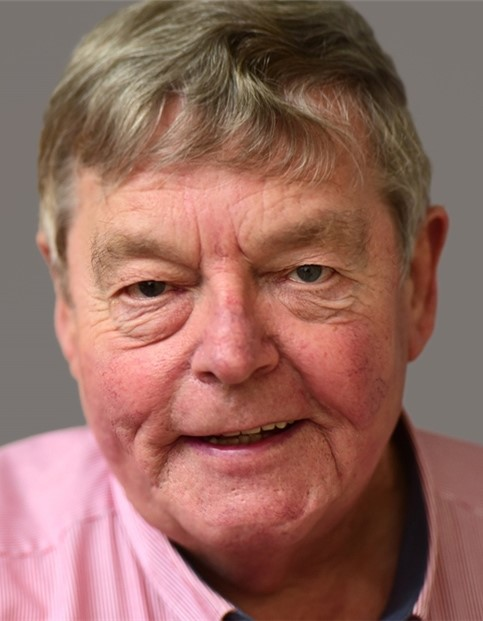
Otto Pötter

Otto Pötter (* 22. Mai 1948 in Rheine) ist ein Dichter, Aphoristiker, Sachbuchautor und Schriftsteller zeitgemäßer „Döönkes“ (plattdeutsche Kurzgeschichten). Er ist außerdem Dozent für logotherapeutische (sinnzentrierte) Persönlichkeitsentwicklung.

## Leben
Otto Pötter wurde als erstes von drei Kindern in Rheine geboren. Er war Kommunalbeamter und Lehrer, ließ sich dann aber vom Staatsdienst beurlauben und arbeitete nach Ausbildungen in Köln und Madrid von 1972 bis 1975 als Mitarbeiter im Team eines Sozialzentrums für entwicklungspolitische Zusammenarbeit bei den Otomí in Mexiko. Diese Erfahrung inspirierte ihn zu anthropologischen Studienaufenthalten in Guatemala (Maya) und den USA (Auswanderernachfahren mit plattdeutschen Ursprungsidiomen). Interkulturelle Erfahrungen führten nach Rückkehr in Deutschland zu Studien der Philosophie und Logotherapie nach Viktor E. Frankl. Seit 1990 arbeitet er als Dozent für logotherapeutische Persönlichkeitsentwicklung und leitet in dieser Funktion bundesweite Workshops in Klöstern und geistlichen Zentren. Seine Bücher zeugen von den transformativen Kräften eines sinnerfüllten Lebens.
Das Aussterben alter indigener Sprachen regte ihn nach seiner Rückkehr aus Mexiko ins Münsterland dazu an, sich dem Erhalt und der Pflege der plattdeutschen Sprache zu widmen. Dafür erhielt er 2012 den Kulturpreis der Stadt Rheine und 2023 den Heimatpreis des Kreises Steinfurt. Mit seinen Büchern, Hörspielen und Tondokumenten zählt er zu den bekanntesten niederdeutschen Autoren des Münster- und Emslandes.

## Werke

### Bücher
- Tedotto – Feine Spruchbildtrilogien mit je drei Titeln, Rheine 2022.
- Plattdüütsch Gebedebook, Aschendorff Verlag, Münster 2022, ISBN 978-3-402-24732-7.
- Vom kleinen und vom großen Ich, Aschendorff Verlag Münster 2021, ISBN 978-3-402-24790-7.
- Platt is fien un nich bloß aolt, in: Helmut Lensing/Christof Spannhoff/Bernd Robben (Hrsg.): Wat, de kann Platt? Selbstzeugnisse, Geschichten und Gedichte aus dem Münsterland und dem Osnabrücker Land, Meppen 2021, S. 47–49.
- Heile, heile Hänsken, Fiens un schöns samt schöne Töns. Aschendorff Verlag, Münster 2019, ISBN 978-3-402-24655-9.
- Jeden Tag etwas, aber keinen Tag nichts. Aschendorff Verlag, Münster 2018, ISBN 978-3-402-13401-6.
- Liekuut, liekan. Plattdeutsche Alltagsgeschichten, Gedichte und Schnurren. Aschendorff Verlag, Münster 2017, ISBN 978-3-402-13253-1.
- Hackemaih. So Allerlei up Platt. Aschendorff Verlag, Münster 2016, ISBN 978-3-402-12756-8.
- Froh zu sein, bedarf es wenig. Mehr Freude am Leben. Aschendorff Verlag, Münster 2015, ISBN 978-3-402-13112-1.
- Bömmskes & Bömmelkes. Schön lecker wat up Platt. Aschendorff Verlag, Münster 2012, ISBN 978-3-402-12962-3.
- Lebenslibretto – Geschichten und Anregungen zum guten Denken. Selbstverlag, 2010, ISBN 978-3-00-038548-3.
- Notizen von Fietsen un Miezen. Plattdeutsch zum Schmunzeln. Aschendorff Verlag, Münster 2010, ISBN 978-3-402-12861-9.
- Kalennerblättkes. Mit Döönkes dört Jaohr. Aschendorff Verlag, Münster 2009, ISBN 978-3-402-12817-6.
- Das Lesebuch von der Ems. Ein heimatverbundenes Haus- und Lebensbuch. Regensberg Verlag, Münster, 2003, ISBN 3-7923-0757-X.
- Ems – Soweit alles im Fluss. Geschichten mit Nostalgie und mehr für Liegestuhl und Leselämpchen. Aschendorff Verlag, Münster 2024, ISBN 978-3-402-25149-2.

### Tonträger
- Nä, dao stimmt wat nich – Nett wat up Platt. 80 Minuten Spielzeit. Rheine 2023.
- Wie das Leben so spielt – Geschichten, die das Leben neu schichten, Selbstverlag, 2022, ISBN 978-3-00-071269-2.
- Gott Dank met Wort un Klang – Die Lieder zum plattdeutschen Gebetbuch, Rheine 2022.
- So is se, use Art. 15 plattdeutsche Geschichten. 80 Minuten Spielzeit. Selbstverlag, 2015, ISBN 978-3-00-050986-5.

### Hörspiele
- Der Fall Crone. WDR 1990.
- Plattdeutsche Spruchweisheiten. WDR, Kommentare vor den 08-Uhr-Nachrichten von 1986–1995 (im Autorenteam).
- Hoffmanns un anner Lüe. WDR 1991 (im Autorenteam).
- Blindgänger. WDR 1994.
- Pompeys Nickel. Feature zum westfälischen Pumpernickel. WDR 1995.

### Dramaturgie
- Feuer, Fehde und Fanal. Drama aus dem Dreißigjährigen Krieg, 1998.
- Emsgeister. Komödie, Premiere auf der schwimmenden Emsbühne in Rheine, 1998.
- Bruder Heinrich, es brechen neue Zeiten an. Historisches Schauspiel, 2003 (jährliche Aufführungen).
- Reni. Schauspiel in drei Akten, 2004.

## Ehrungen
- Kulturpreis der Stadt Rheine, 2012.
- Heimatpreis des Kreises Steinfurt, 2023.